# 24.ª Brigada Mecanizada Independiente (Ucrania)
La 24° Brigada Mecanizada Independiente que lleva el nombre del Rey Danylo ( 24 OMBr , unidad  A0998, PP  B4680)  es una unidad militar de tropas mecanizadas en las Fuerzas Terrestres de las Fuerzas Armadas de Ucrania en el número de una brigada . Tiene su sede en la ciudad de Yavoriv en la región de Lviv . Es parte del comando operativo "Oeste" .
Desde el comienzo de la agresión rusa en 2014, las unidades de brigadas han estado involucradas en muchas áreas de la guerra en el este . En el verano de 2014, los combatientes de la brigada participaron en las Krasny Lyman , Lysychansk , participó en la operación para bloquear la frontera rusa en el Sector D. Bloqueo de la frontera, el 11 de julio de 2014, la brigada sufrió pérdidas durante un ataque con misiles rusos cerca de Zelenopillya . En el Sector A, unidades de la brigada combatieron en Georgiyivka y Lutuhyne , Novosvitlivka y Khryashchuvaty , cerca del aeropuerto de Lugansk . En el otoño de 2014, la brigada se vio envuelta en intensos combates cerca del puesto de control 32 .
Desde 2017, la brigada lleva el nombre del rey Danylo Romanovych  , el gobernante del principado de Galicia-Volyn , un destacado estadista y líder militar de la Edad Media .

## Historia
Después del colapso de la Unión Soviética, la 24 División de Fusileros Motorizados pasó a formar parte de las Fuerzas Armadas de Ucrania . El 18 de febrero de 1992, los militares de la división prestaron juramento de lealtad al pueblo ucraniano.
El 19 de mayo de 2001, por Decreto del Presidente de Ucrania № 268/2001, la división recibió el título honorífico "En nombre del príncipe Danylo Halytsky"

### Reforma
El 1 de septiembre de 2003, como parte de la optimización de las Fuerzas Armadas, la división fue reorganizada en una brigada por decisión del Gobierno de Ucrania . La unidad militar fue nombrada 24ª Brigada Mecanizada Independiente del 13º Cuerpo de Ejército y conservó todos los títulos honoríficos de la división.
En 2004, la 24ª OMBR fue reconocida como la mejor brigada en el Comando Operacional Occidental , y en 2005 el Ministro de Defensa de Ucrania, Anatoliy Hrytsenko, nombró a la brigada como la mejor unidad de las Fuerzas Terrestres de las Fuerzas Armadas de Ucrania.
La brigada participó en misiones de mantenimiento de la paz, en los ejercicios de mando y estado mayor "Artery 2007", "Interacción 2010", así como en los ejercicios internacionales "Escudo de la paz" dentro del programa conjunto de Ucrania y la OTAN - "Asociación para la Paz". 

### La guerra en el este de Ucrania
Durante la guerra en el este de Ucrania en 2014, se formaron varios grupos tácticos de batallones "pesados" sobre la base de 24 OMB .
A principios de marzo, la columna vertebral de la brigada basada en el 1° Batallón Mecanizado partió hacia el este de Ucrania. Inicialmente, las unidades se reasignaron a las regiones de Chernihiv, Poltava y Sumy, donde se esperaba una huelga.  En mayo, la unidad llegó al área de la operación antiterrorista y estuvo involucrada en el área de Slovyansk , Krasny Liman y Kramatorsk . El 2º Batallón Mecanizado fue enviado para restablecer el control fronterizo .  Durante los combates en el área de Slavyansk, el personal de la brigada sufrió las primeras pérdidas, el 19 de junio de 2014 en las batallas cerca de Yampol y Zakitny.Siete militares de la brigada murieron en la región de Donetsk, entre los que se encontraba el comandante del batallón Igor Lyashenko . 
Luego vino la liberación de Siversk , y luego - la región de Lugansk, la captura de Lysychansk y el movimiento a Lugansk . 
El 2º batallón de la brigada mecanizada fue retirado del mando de la brigada y puesto a disposición del jefe de otro sector, cubriendo la frontera estatal en el sur de la región de Lugansk. Aquí, en la noche del 11 de julio de 2014, cerca de Zelenopillya , a 17 km al sureste de la ciudad de Rovenky , un grupo táctico de batallón mixto compuesto por las unidades 24 OMBR y 79 OAEMBR , durante el avance en la frontera con la región de Rostov (RF) para fortalecer el Grupo de Ejércitos del Sur, que fue en esta zona, fue atacado por la artillería a reacción BM-21 "Hail" desde territorio ruso. Más de veinte militares murieron y decenas resultaron heridos. Después de disparar la Fuerza de Tarea del Batallón 24, Ombre continuó luchando en un ambiente  .
Las batallas más feroces ocurrieron en agosto, cerca de la ciudad de Lutuhyne , al suroeste de Lugansk, en los grupos tácticos del 1° y 3° batallón de la brigada . Desde principios de agosto estuvieron ocupados luchando contra Lutugyne , Volnukhin , Heorhiyivka , Novosvitlivka y Hryaschuvate  .
El sargento Stelmakh Taras Ivanovych murió el 7 de agosto cerca de Stepanovka . El 17 de agosto, un bombardeo de artillería cerca de la ciudad de Lutuhyne mató a un soldado de alto rango de la 24ª Brigada, Ivan Lutsyshyn  , de una lesión en el pecho.
El 20 de agosto, cerca de Georgiyivka, después de un bombardeo masivo diario de artillería contra posiciones ucranianas, las unidades rusas regulares de paracaidistas de la 76° división de asalto de Pskov pasaron a la ofensiva con el apoyo de tanques. Los rusos fueron detenidos y obligados a huir. Una compañía de paracaidistas rusos fue destruida casi por completo: de la compañía completa de 80 personas, unos diez combatientes sobrevivieron, otros murieron. Este fue el primer enfrentamiento directo con el ejército regular ruso.
En el otoño de 2014, el segundo batallón de la brigada luchó cerca de la carretera Bakhmut : por el puesto de control 32 , y más tarde, el 31, 29, en el área de Crimea y Trokhizbenka.  Al menos diez combatientes murieron en un mes.

### Batallas del 2018
A principios de 2018, la brigada se dirigió a la zona de combate. Ocupó posiciones cerca de los asentamientos de Leninskoe, Shumy, Zaitsevo. 
El 29 de agosto de 2018, la brigada volvió a rotar en el PPD desde la zona de combate. La brigada pasó más de siete meses allí. Durante este tiempo, la brigada perdió a 5 combatientes muertos en batalla.  El mismo día, la brigada recibió una guardia de honor personal. 

### Batallas del 2019
En febrero de 2019, la brigada se dirigió a la zona de combate. Ocupó posiciones cerca de los asentamientos de Márinka, Novomykhailivka, Slavne, Taramchuk y Krasnohorivka.  Según informes de los medios, la brigada disparó alrededor de un kilómetro a lo largo del frente en dirección a Márinka. 
El 1 de octubre de 2019, la brigada volvió a rotar en el PPD desde la zona de combate. La brigada pasó más de siete meses allí. Según diversas fuentes, estuvieron involucrados entre 1.500 y 3.000 combatientes.  Durante este tiempo, la brigada perdió 10 combatientes muertos en batalla, 42 resultaron heridos.

## Estructura

### División: 2000
- 181º Regimiento Acorazado
- 7º Regimiento Mecanizado;
- 274º Regimiento Mecanizado;
- 310 ° Regimiento Mecanizado;
- 849º Regimiento de Artillería Autopropulsada;
- 257º Regimiento de Misiles Antiaéreos;
- 56º Batallón de Comunicaciones;
- 29º Batallón de Reconocimiento Independiente;
- 30º Batallón de Defensa Química;
- 306º Batallón Independiente de Zapadores de Ingeniería;
- 396º Batallón Independiente de Reparación y Restauración.
- 509a División Antitanque Independiente.

### Brigada: 2014
- Plana Mayor de Mando
- 1° Batallón Mecanizado
- 2° Batallón Mecanizado
- 3r Batallón Mecanizado
- batallón de tanques
- brigada de artillería
  - control de batería y reconocimiento de artillería
  - división de artillería autopropulsada
  - división de artillería autopropulsada
  - división de artillería a reacción
  - división de artillería antitanque
- Pelotón de francotiradores
- Compañía de reconocimiento
- Sección de comunicación
- Compañía de guerra electrónica
- Compañía de radar
- grupo de apoyo de ingeniería
- empresa RHB protección
- batallón de logística
- batallón de reparación y restauración
- compañía médica
- pelotón del comandante

En el verano de 2014 se formaron adicionalmente los batallones mecanizados 4º y 5º, que posteriormente fueron trasladados a las OMBR 53º y 54º .

En noviembre de 2014, las brigadas estaban subordinadas a la 3ª ombb y la 8ª ompb (ahora pertenecientes a 10 ogshbr )

## Comandantes
- (desde 1993) Teniente general Mykola Mykolayovych Petruk
- (???) General de división Malyukh Vasily Alexandrovich
- (1996-1999) General de División Kutsin Mikhail Nikolaevich
- (1999-2001) Coronel Volodymyr Ivanovych Kysilov (2002-2004) General de división Ostapenko Igor Vladimirovich
- (2004-2005) El teniente coronel Oleksiy Yuriyovych Zhele desapareció.
- (2005-2007) Teniente Coronel Kharakhalil Lendar Fevziyovych
- (2007-2010) Coronel Vladimir Yuriyovych Trunovsky
- (2010-2015) Coronel Alexander Pavlyuk
- (02.2015-12.2017) Coronel Anatoliy Mykhailovych Shevchenko
- (desde 12.2017) Coronel Valery Fedorovich Hudz

## Tradiciones
El 19 de mayo de 2001, por Decreto del Presidente de Ucrania № 268/2001, la división recibió el título honorífico "En nombre del príncipe Danylo Halytsky" .  nombre completo a partir de 2001 es la 24ª División Mecanizada de Samara-Ulyanovsk, Berdychiv, Órdenes de la Revolución de Octubre, Tres Banderas Rojas, las Órdenes de Suvorov y Bohdan Khmelnytsky División de Hierro nombrada en honor al Príncipe Danylo Halytsky.
El 18 de noviembre de 2015, como parte de la reforma militar general, los títulos honoríficos soviéticos fueron excluidos del título. Según el decreto del presidente de Ucrania, el nombre oficial completo de la conexión es: 24° Brigada de Hierro Berdychiv mecanizada Independiente que lleva el nombre del Príncipe Danylo Halytsky. 
Por Decreto del Presidente de Ucrania № 234/2017 del 23 de agosto de 2017, la brigada tiene un nombre completo: 24 Brigadas Mecanizada Independiente que llevan el nombre del rey Daniel.  Danylo Halytsky  fue un destacado estadista y líder militar de la Edad Media , el primer rey en la historia nacional de Ucrania. Según milnavigator.com.ua , el título honorífico de la brigada enfatiza el reconocimiento del poderoso estado de Galicia-Volyn por parte de los gobernantes del mundo y, en primer lugar, la Santa Sede del Vaticano, el reconocimiento del papel de Daniel en la oposición a la invasión mongol-tártaro.  

### Simbólicos
En 2017, el equipo desarrolló un símbolo y un lema: "Milites Regum" (traducido del latín: "infantería del rey").  Según milnavigator.com.ua , el lema fue elegido latín, ya que el latín es el idioma clásico de la heráldica, y la ceremonia de coronación del rey Daniel se llevó a cabo según el canon vaticano. 
El 10 de noviembre de 2017 se publicó la descripción oficial de los nuevos símbolos de la brigada.  El desarrollo se basa en la idea del título honorífico de 24 OMBr, las tradiciones y la ubicación de la brigada. Según milnavigator.com.ua , el esquema de color del emblema se refiere a las Fuerzas Terrestres y al lugar de despliegue: el color protector enfatiza su pertenencia a las tropas mecanizadas de las Fuerzas Terrestres de las Fuerzas Armadas, y el color rojo - del campo rojo del escudo heráldico del escudo de armas de Yavoriv . El simbolismo del rey Danylo del estado de Halych-Volyn es el león Halych posado en una roca. Por eso, el león, símbolo de coraje y poder, se convirtió en el símbolo principal de 24 OMBr. El dibujo de la corona del rey Daniel se reproduce según los dibujos y descripciones, en particular, dejadas por MS Hrushevsky. Según la leyenda, su corona se convirtió en una mitra de los obispos de la diócesis de Przemyśl . Así, los símbolos de la 24ª Brigada revelan las profundas tradiciones militares y estatales de Galicia. 

### Himno no oficial
En octubre de 2014, después de que el vocalista de The VYO Myroslav Kuvaldin y los voluntarios visitaran la región de Lugansk y hablaran con los soldados de la 24° Brigada Mecanizada durante la guerra en el este de Ucrania , decidió escribir un himno no oficial para el Espíritu de Hierro. 

### Crítica de la parafernalia soviética
En la sociedad ucraniana, la idea de la imposibilidad de reformar el ejército sin superar los símbolos de la era soviética, que, entre otras cosas, se manifiesta en la numeración y nombres de las unidades de las Fuerzas Terrestres de las Fuerzas Armadas de Ucrania. Como ejemplo, se dio el nombre completo de la 24ª brigada mecanizada. En la mesa redonda "Nueva imagen del ejército ucraniano" del Instituto de la Memoria Nacional de Ucrania el 13 de octubre de 2014, expertos militares, historiadores, periodistas y figuras públicas propusieron comenzar a "limpiar el ejército ucraniano de los atavismos del pasado soviético" y comenzar a formar el rostro nacional del ejército ucraniano. sobre las tradiciones militares ucranianas.  presidente del Instituto de Memoria Nacional, Volodymyr Vyatrovych, destacó:
Un elemento integral de la modernización del ejército ucraniano debería ser la privación de sus restos del pasado soviético, que todavía están presentes en los nombres y la numeración de las unidades militares, su heráldica y simbolismo. No se puede resistir eficazmente a los terroristas de Donetsk y al ejército ruso confiando en el mismo legado soviético que ellos. Porque esta tradición no es solo ucraniana, sino también, como muestran la historia y los acontecimientos recientes en Donbass, anti-ucraniana.
Vladimir Vyatrovych , 13 de octubre de 2014

## Perdidas
Según datos oficiales, al 1 de abril de 2017, la 24° Brigada Mecanizada Independiente perdió 125 personas durante la operación antiterrorista. 
A octubre de 2017, el Libro del Recuerdo contiene 128 nombres de las víctimas de la brigada desde 2014
- Datos: Q1976085
- Multimedia: 24th Mechanized Brigade (Ukraine) / Q1976085